# Montfaucon-d'Argonne
Montfaucon-d'Argonne è un comune francese di 366 abitanti situato nel dipartimento della Mosa nella regione del Grande Est.

## Società

### Evoluzione demografica
Abitanti censiti